# Alex Bedford
Alex Bedford (Swadlincote, 19 de julio de 1960) es un expiloto de motociclismo británico, que compitió en el Campeonato del Mundo de Motociclismo desde 1980 hasta 1989.

## Carrera
Nacido y criado en Swadlincote, Bedford se inició al mundo de las motos al ver a un amigo de su padre correr en motocicletas y compitió con su propia bicicleta, una Yamaha de 400cc, a eventos nacionales. A la edad de 22 años, el propio Alex estaba compitiendo en campeonatos mundiales y europeos, habiéndose vuelto profesional después de que los jefes de la Rolls-Royce (donde trabajaba), le dieran un ultimátum.
Alex Bedford comienza en el Gran Premio de Gran Bretaña de 1980 de 250cc, aunque siempre militaría en la cilindrada de 125 cc. Su mejor actuación sería en el Gran Premio de Suecia de 1984 en el que acabaría en sexto lugar. Ese mismo año tendría una actuación destacado en el Campeonato de Europa de 125 cc donde ganará en Inglaterra en Conington y terminará tercero en Suecia y Finlandia para acabar en el quinto lugar de la clasificación general. Pudo haber conseguido un podio en el Mundial en Gran Premio de Gran Bretaña de 1988 pero tuvo que retirarse cuando transitaba en la segunda posición.
Después de su retirada en 1989, se dedicó inicialmente a su empresa de importación de motocicletas japonesa a la vez que dirigía una empresa fabricante de llaveros. Pero años después dejó estos negocios para centrarse en la propagación de la palabra de Dios a través de su comunidad evangelista de St Georges-Tron Church.

## Resultados en el Campeonato del Mundo
Sistema de puntuación desde 1969 hasta 1987:
| Posición | 1  | 2  | 3  | 4 | 5 | 6 | 7 | 8 | 9 | 10 |
| Puntos   | 15 | 12 | 10 | 8 | 6 | 5 | 4 | 3 | 2 | 1  |

(Carreras en negrita indica pole position; carreras en cursiva indica vuelta rápida)
| Año  | Clase | Moto  | 1       | 2      | 3       | 4       | 5       | 6       | 7       | 8       | 9       | 10      | 11      | 12      | 13     | 14      | Pts | Pos  |
| ---- | ----- | ----- | ------- | ------ | ------- | ------- | ------- | ------- | ------- | ------- | ------- | ------- | ------- | ------- | ------ | ------- | --- | ---- |
| 1980 | 250cc | Honda | NAT -   | ESP -  | FRA -   | YUG -   | NED -   | BEL -   | FIN -   | GBR Ret | CZE -   | GER -   |         |         |        |         | 0   | -    |
| 1981 | 125cc | MBA   | ARG -   | AUT -  | GER -   | NAT -   | FRA -   | ESP -   | YUG -   | NED -   |         | RSM -   | GBR Ret | FIN -   | SWE 17 |         | 0   | -    |
| 1982 | 125cc | MBA   | ARG Ret | AUT 17 | FRA 9   | ESP Ret | NAT 15  | NED Ret | BEL 13  | YUG -   | GBR Ret | SWE 13  | GBR Ret | CZE -   |        |         | 2   | 27.º |
| 1984 | 125cc | MBA   |         | NAT -  | ESP -   |         | GER -   | FRA -   |         | NED -   |         | GBR Ret | SWE 6   | RSM -   |        |         | 5   | 17.º |
| 1985 | 125cc | MBA   |         | ESP -  | GER Ret | NAT -   | AUT Ret |         | NED Ret | BEL Ret | FRA DNS | GBR Ret | SWE Ret | RSM 16  |        |         | 0   | -    |
| 1988 | 125cc | Honda |         | ESP -  |         | NAC -   | ALE -   | AUT -   | NED -   | BEL -   | YUG -   | FRA Ret | GBR Ret | SWE -   | CHE 8  | BRA -   | 8   | 29.º |
| 1989 | 125cc | EMC   | JAP Ret | AUS 15 | USA Ret | ESP DNQ | NAC DNQ | ALE DNQ | AUT Ret | YUG Ret | NED Ret | BEL 16  | FRA Ret | GBR Ret | SUE 24 | CHE Ret | 1   | 46.º |